# Jah
Jah é a transliteração em português de Yáh, que por sua vez é a forma abreviada de  Yahweh, que representa a pronúncia do tetragrama YHVH.

## História
Yah é a forma abreviada Yahweh, cuja transliteração em língua portuguesa é Javé, ou Jeová, o nome próprio do Deus abraâmico. Esta forma abreviada é representada pela primeira metade do Tetragrama יהוה (YHWH), isto é, as letras Yodh (י) e he’ (ה), respectivamente a décima e a quinta letra do alfabeto hebraico. Yah ocorre 50 vezes nas Escrituras Hebraicas, 26 vezes sozinho, e 24 vezes na expressão “Aleluia”, a qual é literalmente uma ordem a um grupo de pessoas: “Louvai a Yah.” Todavia, a ocorrência de “Yah”, no original, é completamente desconsiderada em certas versões populares. Em português, a versão Almeida (edição revista e corrigida) e a versão do Pontifício Instituto Bíblico, respectivamente, têm “AH” e “Yah” apenas uma vez.
Em inglês, na Versão Revisada Inglesa ocorre duas vezes no corpo do texto (Sal 68:4; 89:8), e a Versão Padrão Americana substitui a palavra em todo lugar pela forma integral, “Yahweh” (יהוה); mas, estas duas últimas versões, em praticamente todas as ocorrências da forma contrata, trazem-na à nossa atenção nas notas de rodapé. A Tradução do Novo Mundo preserva para o leitor todas as 50 ocorrências de Yah; e, em inglês, a Bíblia Enfatizada de Rotherham, 49 vezes.

## Uso rastafári
Rastafáris usam os termos Jah ou às vezes Jah Jah como um termo para o Senhor Deus de Israel ou Haile Selassie, que alguns Rastafari consideram como a encarnação do Deus do Antigo Testamento ou como a reencarnação de Jesus Cristo, que também é conhecido pelos título etíope Janhoy.